# Emmanuel Busto
Pour les articles homonymes, voir Busto.
Emmanuel Busto, né le 1er octobre 1932 à Cransac et mort le 9 octobre 2017 à Saint-Rémy-de-Provence, est un coureur cycliste professionnel français.

## Palmarès
- 1957
  - Classement général du Tour du Var
- 1958
  - Tour de l'Aude :
    - Classement général
    - 4e étape

  - Bourg-Genève-Bourg
  - 2e du Tour du Sud-Est
  - 2e du Gran Premio Torrelavega
  - 3e du Grand Prix Stan Ockers
  - 5e du Critérium du Dauphiné libéré
- 1959
  - 2e de Marseille-Nice
  - 3e du Grand Prix d'Espéraza
  - 3e du Grand Prix de Cannes
  - 5e du Tour d'Espagne
- 1960
  - 3e étape du Critérium du Dauphiné libéré
  - 3e du Circuit d'Aquitaine
  - 3e du Tour du Loiret
- 1961
  - 2ea étape du Tour de Catalogne
  - 6e du Critérium du Dauphiné libéré

## Résultats sur les grands tours

### Tour de France
6 participations
- 1957 : abandon (15ea étape)
- 1958 : 31e
- 1959 : 39e
- 1960 : 75e
- 1961 : 48e
- 1962 : 67e

### Tour d'Espagne
1 participation
- 1959 : 5e